# Campeonato Mundial de Esquí Nórdico de 1968
El XXVII Campeonato Mundial de Esquí Nórdico se celebró en Grenoble (Japón) entre el 6 y el 18 de febrero de 1968, dentro de los X Juegos Olímpicos de Invierno (las pruebas de esquí de fondo y saltos en esquí incluidas en el programa contaron como pruebas del Mundial, no así las de combinada nórdica), bajo la organización de la Federación Internacional de Esquí (FIS) y la Federación Francesa de Esquí.

## Esquí de fondo

### Masculino
| Evento                   | Oro                                                                                   | Plata                                                                                    | Bronce                                                                                       |
| ------------------------ | ------------------------------------------------------------------------------------- | ---------------------------------------------------------------------------------------- | -------------------------------------------------------------------------------------------- |
| 15 km (10.02)            | Harald Grønningen · Noruega · 47:54,2                                                 | Eero Mäntyranta · Finlandia · 47:56,1                                                    | Gunnar Larsson · Suecia · 48:33,7                                                            |
| 30 km (07.02)            | Franco Nones · Italia · 1:35:39,2                                                     | Odd Martinsen · Noruega · 1:36:28,9                                                      | Eero Mäntyranta · Finlandia · 1:36:55,3                                                      |
| 50 km (17.02)            | Odd Martinsen · Noruega · 2:28:45,8                                                   | Viacheslav Vedenin URSS 2:29:05,5                                                        | Josef Haas · Suiza · 2:29:14,8                                                               |
| Relevo 4 × 10 km (14.02) | Noruega · Odd Martinsen · Pål Tyldum · Harald Grønningen · Ole Ellefsæter · 2:08:33,5 | Suecia · Jan Halvarsson · Bjarne Andersson · Gunnar Larsson · Assar Rönnlund · 2:10:13,2 | Finlandia · Kalevi Oikarainen · Hannu Taipale · Kalevi Laurila · Eero Mäntyranta · 2:10:56,7 |

### Femenino
| Evento                  | Oro                                                                  | Plata                                                                      | Bronce                                                                 |
| ----------------------- | -------------------------------------------------------------------- | -------------------------------------------------------------------------- | ---------------------------------------------------------------------- |
| 5 km (13.02)            | Toini Gustafsson · Suecia · 16:45,2                                  | Galina Kulakova URSS 16:48,4                                               | Alevtina Kolchina URSS 16:51,6                                         |
| 10 km (09.02)           | Toini Gustafsson · Suecia · 36:46,5                                  | Berit Mørdre · Noruega · 37:54,6                                           | Inger Aufles · Noruega · 37:59,9                                       |
| Relevo 3 × 5 km (16.02) | Noruega · Inger Aufles · Babben Enger-Damon · Berit Mørdre · 57:30,0 | Suecia · Barbro Martinsson · Toini Gustafsson · Britt Strandberg · 57:51,0 | Unión Soviética Alevtina Kolchina Rita Achkina Galina Kulakova 58:13,6 |

## Salto en esquí
| Evento                              | Oro                                  | Plata                                   | Bronce                               |
| ----------------------------------- | ------------------------------------ | --------------------------------------- | ------------------------------------ |
| Trampolín normal individual (11.02) | Jiří Raška Checoslovaquia 216,5 pts. | Reinhold Bachler · Austria · 214,2 pts. | Baldur Preiml · Austria · 212,6 pts. |
| Trampolín grande individual (18.02) | Vladimir Belousov URSS 231,1         | Jiří Raška Checoslovaquia 229,4         | Lars Grini · Noruega · 214,3         |

## Medallero
| Núm. | País           | Oro | Plata | Bronce | Total |
| ---- | -------------- | --- | ----- | ------ | ----- |
| 1    | Noruega        | 2   | 2     | 2      | 6     |
| 2    | Suecia         | 2   | 0     | 1      | 3     |
| 3    | URSS           | 1   | 2     | 1      | 4     |
| 4    | Checoslovaquia | 1   | 1     | 0      | 2     |
| 5    | Italia         | 1   | 0     | 0      | 1     |
| 6    | Austria        | 0   | 1     | 1      | 2     |
| 6    | Finlandia      | 0   | 1     | 1      | 2     |
| 8    | Suiza          | 0   | 0     | 1      | 1     |
|      | TOTAL          | 7   | 7     | 7      | 21    |